# 태평양 철도 법안
1862년 태평양 철도 법안은 국채 발행과 토지 인가권을 철도 회사에 부여하여 미국의 "대륙횡단철도"(태평양 철도) 건설을 추진한 의회법 시리즈이다. 1853년, 당시 육군 장관이던 제퍼슨 데이비스 휘하의 전쟁부는 의회로부터 미시시피강에서 남북으로 뻗어 나가는 5개의 잠재적 대륙횡단 철도 노선 조사를 수행할 권한을 부여받았다. 전쟁부는 1855년 초에 그 결과를 담은 방대한 12권의 보고서를 의회에 제출했다. 그러나 정부의 재정 지원과 토지 인가를 승인하는 노선이나 법안은 1861년 남부 주들의 탈퇴로 인해 중앙 노선에 대한 반대가 제거될 때까지 합의되거나 통과되지 못했다. 1862년 태평양 철도 법안(12 Stat. 489)이 원본 법안이다. 그 조항 중 일부는 이후 4개의 추가 개정 법안인 1863년 태평양 철도 법안(12 Stat. 807), 1864년 태평양 철도 법안(13 Stat. 356), 1865년 태평양 철도 법안(13 Stat. 504), 1866년 태평양 철도 법안(14 Stat. 66)에 의해 수정, 확장 또는 폐지되었다.
1862년 태평양 철도 법안은 연방 정부 소유 토지를 기업에 직접 인가하는 관행을 시작했다. 그 이전에는 기업의 이익을 위해 주에 토지 인가권이 부여되었다.

## 1862년 법안, 그리고 1864~65년 개정
1862년 원본 법안의 장문 제목은 미주리강에서 태평양까지 철도 및 전신선을 건설하고, 우편, 군사 및 기타 목적으로 정부가 이를 사용할 수 있도록 지원하는 법안이었다. 이 법안은 주로 6년 전인 1856년 8월 16일 태평양 철도 및 전신 특별위원회에 의해 제34차 의회에 보고된 제안된 법안에 기반을 두고 있었다. 1862년 7월 1일 대통령 에이브러햄 링컨이 서명하여 법률로 제정된 1862년 법안은 미국 서부에 광범위한 토지 인가와 30년 만기(6퍼센트 이자) 국채 발행을 유니언 퍼시픽 철도와 센트럴 퍼시픽 철도(이후 서던 퍼시픽 철도) 회사에 승인하여 아이오와주 카운실블러프스(네브래스카주 오마하 맞은편)의 미주리강 동쪽에서 캘리포니아주 새크라멘토의 새크라멘토강의 항해 가능한 수역까지 연속적인 대륙횡단철도를 건설하도록 했다. 이 법안의 2조는 각 회사에 철도 노선에 대한 연속적인 통행권과 함께 선로 양쪽으로 100 피트 (30 m) 이내의 모든 공공 토지를 부여했다.
3조는 철도가 도시를 통과하거나 강을 건너는 경우를 제외하고, 1마일의 선로마다 추가로 10제곱마일(26 km2)의 공공 토지를 부여했다. 이 추가 토지 인가 방식은 "철도 선로 양쪽으로 10마일 이내에 각 마일당 5개의 번갈아 가는 구획"의 형태로 명시되어, 회사에 철도 1마일당 총 6,400 에이커 (2,600 ha)를 제공했다. (중간에 인가되지 않은 지역은 미국 국유지관리국의 관리 하에 공공 토지로 남았다.) 미국 정부 태평양 철도 채권은 5조에 따라 시에라네바다의 지정된 기지 서쪽과 로키산맥의 지정된 기지 동쪽에서 완공된 선로 1마일당 16,000달러의 비율로 회사에 발행되도록 승인되었다. 법안의 11조는 두 산맥을 통과하여 완공된 선로(하지만 이 비율로 총 300 마일 (480 km)로 제한됨)에 대해서는 채권 발행이 "마일당 3배"(48,000달러)가 되며, 두 산맥 사이에 깔린 완공된 선로 1마일당 두 배(32,000달러)가 되도록 규정했다. 법안의 12조는 경사와 곡선이 볼티모어 앤 오하이오 철도의 최대 경사 및 곡선을 초과하지 않아야 한다고 규정했다.
법안에 의해 승인된 30년 만기 미국 정부 채권은 미국 정부에 의해 발행되고 보증되며, 철도 구간이 완공되면 자본이 철도 회사에 제공되고 해당 구간에 대한 상사유치권이 설정된다. 유치권은 철도와 모든 부속 설비를 포함하며, 모든 대출금은 만기가 도래하면 회사에 의해 전액(이자 포함) 상환되었다.

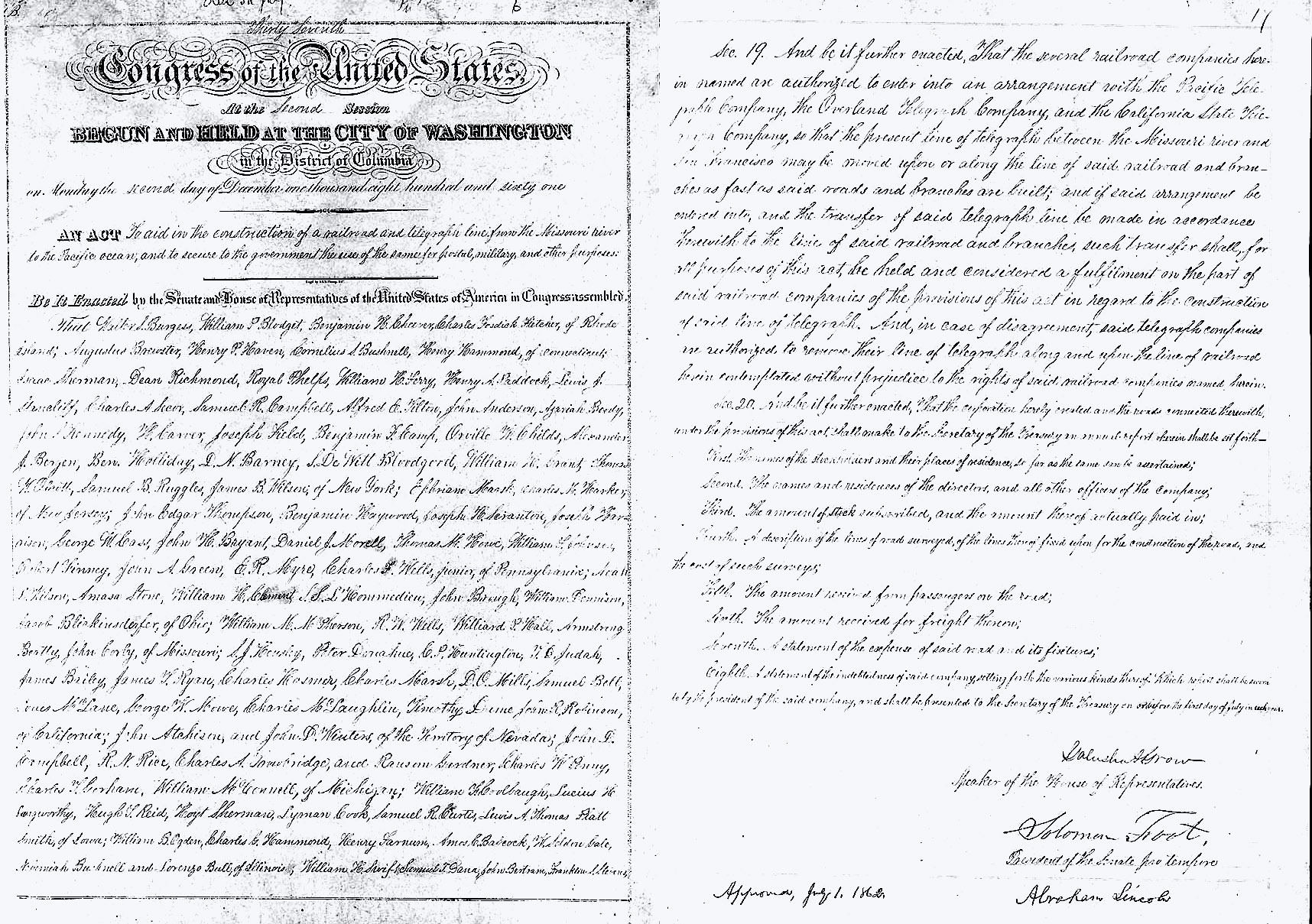
1862년 태평양 철도 법안(12 Stat. 489) 원본 필사본의 첫 페이지와 마지막 페이지. 1862년 7월 1일 링컨 대통령 서명 (미국 국립기록원)

1864년 개정 법안(회기별 법전 13권, 356페이지)의 10조는 두 특허 회사에 자체 "1차 담보 채권"을 발행할 권한을 추가로 부여했으며, 총액은 미국이 발행한 채권의 총액과 같거나 그 이하로 제한되었고, 그러한 회사 발행 증권은 원래 정부 채권보다 우선순위를 갖는다.
1865년 3월 3일의 개정 법안은 센트럴 퍼시픽 철도가 새크라멘토에서 산호세까지 태평양 철도의 최서단 구간을 건설하기 위해 서턴 퍼시픽 철도에 한 양도를 비준하고 확인했으며, 서턴 퍼시픽 철도를 특허 회사 중 하나로 승인했다.
1850년부터 1871년까지 철도 회사들은 1억 7천 5백만 에이커(7천 1백만 헥타르) 이상의 공공 토지를 받았다. 이는 미국 전체 면적의 10분의 1이 넘고 텍사스주보다 넓은 면적이다.
철도 확장은 미국 내륙으로의 새로운 이주 경로를 제공했다. 철도 회사들은 도착하는 정착민들에게 자신들의 토지 일부를 상당한 이익을 남기고 팔았다. 철도와 가장 가까운 토지는 농부와 목장주들이 기차역 근처에 거주하기를 원했기 때문에 가장 높은 가격을 받았다.

## 1863년 법안
1863년 3월 3일 법안(12 Stat. 807)은 다음과 같다.
태평양 철도 및 그 지선의 궤간을 설정하는 법안.
미국 상원과 하원에서 제정된 바에 따르면, 태평양 연안에서 미주리강에 이르는 태평양 철도 및 그 지선의 전체 궤간은 4피트 8.5인치로 설정된다.
이 법안은 철도의 궤간을 4피트 8.5인치로 설정했는데, 이 궤간은 이전에 영국에서 조지 스티븐슨이 리버풀-맨체스터 철도(1830년)에 사용했으며 북동부 주의 철도에서 이미 널리 사용되고 있었다. 1863년 법안 덕분에 이 궤간은 미국에서 널리(그러나 보편적이지는 않게) 채택되어 표준궤로 알려지게 되었다. 공통된 궤간 선택은 서로 다른 철도 회사 간에 차량을 쉽게 이동할 수 있게 하고 회사 간의 궤도 사용권을 용이하게 한다.

## 서먼 법안
서먼 법안으로 알려진 의회 법안(1878년 5월 7일, 20 Stat. 56)은 원본 법안에 따른 철도 보조금, 수익 및 대출 상환에 대한 분쟁을 해결하기 위한 개정안이었다.

## 같이 보기
- 대륙횡단철도
- 센트럴 퍼시픽 철도
- 유니언 퍼시픽 철도
- 서턴 퍼시픽 철도 (1862년-1870년)
- 캔자스 퍼시픽 철도 회사 대 던마이어 분쟁이 된 토지 인가에서 비롯된 법원 사건.
- 미국의 철도 역사